# 2008年拉斐爾·納達爾網球賽季
2008年賽季成為纳达尔邁向职业生涯突破的赛季。截至2008年8月17日，他保持着所有球员中当季最好表现67勝8負，获得在三种场地类型的八个单打冠军头衔。从5月15日到8月1日他取得了职业生涯最长的32场比赛连胜，其间获得了五个冠军头衔（汉堡大师赛，法网，女王赛，温网，加拿大大师赛），锁定了世界第一头衔。更在登上球王的前一天（8月17日），贏得北京奧運網球男子單打金牌，10月鎖定年終世界第一。

## 年度概覽

### 澳洲網球公開賽與北美硬地賽
2008年初，他在印度清奈的準決賽中，與同胞好手暨前世界第一莫亞鏖戰3小時54分鐘，追平ATP史上最長的三盤比賽，才在決賽中敗給尤茲尼。接著來到澳網，以一盤未失的絕佳狀態打入準決賽，卻意外輸給當年的黑馬、法國非種子選手特松加（Jo-Wilfried Tsonga）。但名列四強已經改寫個人澳網最佳成績，硬地實力明顯提升。
之後在北美硬地的賽邁阿密大師賽再度闖入決賽，但卻敗給达维登科獲得亞軍。

### 紅土賽季
4月，納達爾在蒙地卡羅大師賽決賽當天，先贏得男單冠軍，隨即又與同胞羅佈雷多聯手拿下雙打冠軍。成為該賽自1914年以來單打『四連霸』的第一人，也創下ATP大師系列賽史上第二位在同一賽事單雙打皆奪冠的記錄（首位是1991年美國名將考瑞尔）。
隔週，納達爾在巴塞隆納贏得生涯第25個ATP冠軍獎座，並連續四年在此封王，把個人红土決賽成績提升到20勝1負，更在最近104場红土賽事中，寫下「103勝1負」的傲人戰績。然而，今年红土賽程密集壓縮，連續四周出賽的疲憊、傷病，成為納達爾奪冠的隱憂。5月羅馬大師賽，三連霸的納達爾便受到右腳傷勢影響，於第二輪敗給前世界第一費雷羅，意外提前出局。
隔週漢堡大師賽，他先在準決賽與新科澳網冠軍喬科維奇激戰三小時勝出，驚險保住世界排名第二的位子，隔天又與球王費德勒對壘，成功贏得生涯首座漢堡大師賽獎盃。拿下這個意義非凡的冠軍之後，納達爾已湊齊三項红土大師賽（蒙地卡羅、羅馬、漢堡），是1990年以後繼庫爾滕（Gustavo Kuerten）與里奧斯（Marcelo Ríos）的第一人，加上法網封王，他已完成生涯「红土大滿貫」的霸業。

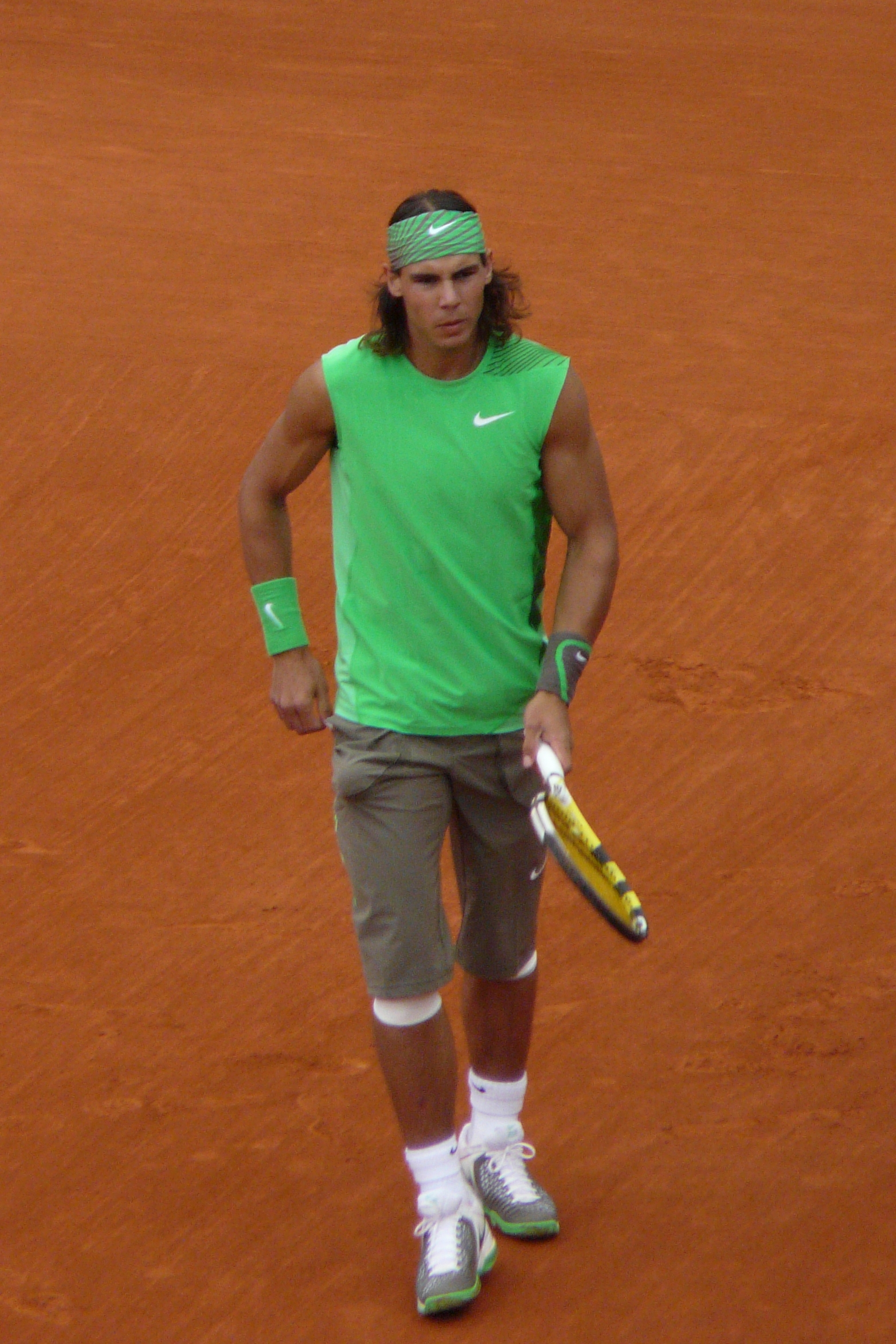
納達爾在2008年法國公開賽

2008年法網，納達爾擊退4位左撇子球員與多名紅土好手之後，以平均每場只丟五局的火熱手感，在準決賽中力克第三種子喬科維奇，成為繼博里與藍道之後，法網史上第三位連續四年打進決賽的男子選手。決賽中，連續第三年面臨費德勒，狀態絕佳的納達爾以6-1, 6-3, 6-0直落三盤擊敗可敬的對手，寫下個人法網28連勝，並以未失一盤的優異表現追平博里『法網四連冠』的紀錄。連續四年封王，也讓納達爾的法網參賽奪冠率維持在驚人的100％。

### 草地賽季
問鼎法網隔天，納達爾馬不停蹄飛往倫敦參加女王杯草地網球賽，一路戰勝克羅地亞長人卡洛维奇、衛冕冠軍羅迪克等草地高手，最終在與喬科維奇的頂尖對決中，拿下生涯第一座草地賽事冠軍。成為近36年來第一位奪得草地單打桂冠的西班牙選手，也是1972年納斯塔塞之後，又一位同年連拿法網與女王杯的球員。
2008年溫網，納達爾在晉級決賽過程中僅失一盤，這是他連續三年晉級決賽，再一次遇上宿敵費德勒。決賽中，納達爾於首兩盤合共三次打破對方發球局，成功領先盤數2：0，於第三盤及第四盤雙方皆無法打破對方發球局下，費德勒把握了較佳的決勝分，連拿兩次搶七決勝局，成功追平盤數2：2。第五盤，雙方各保發球局，多次拉据仍未分出高下，納達爾於第15局成功把握破發點破發，最終以9-7取下第五盤，以6-4, 6-4, 65-7, 68-7, 9-7 的比數擊敗對手，結束了4小時又48分鐘（溫網史上最長決賽）馬拉松式的經典對決。這是納達爾首度勝出男子溫網單打賽事，並成功阻止費德勒創出連奪六屆溫網，並終止其草地場地65連勝的紀錄。他不僅是相隔42年始於溫網奪冠的西班牙人，也成為1980年博里之後，同年贏得法網與溫網雙料冠軍的第一人。

### 美網系列賽

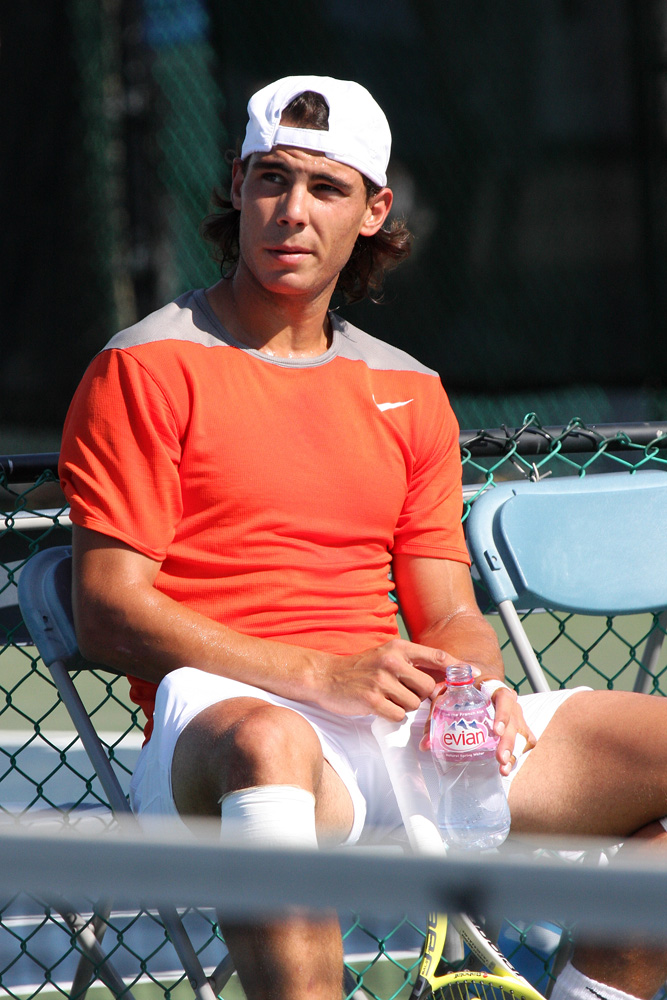
納達爾在2008年辛辛那提大師賽

两周后在加拿大多伦多的罗杰斯杯大师赛中，纳达尔先后战胜两位硬地天才好手里夏爾·加斯凱和穆雷，闯入决赛，并以6-3, 6-2的比分击败老将基弗夺冠，将自己的连胜纪录扩大到29场连胜。这也是纳达尔在过去两个月中的连续第五个冠军，涵盖了红土、草地、硬地三种不同的场地类型。由于费德勒在第二轮首战告负，此役亦使纳达尔进一步靠近世界第一的头衔。
2008年8月1日，纳达尔在辛辛那提大师赛四分之一决赛战胜非种子选手拉潘蒂，達成32連勝，确定美网之前登顶世界第一，实现了球王梦想。在后一天的半决赛中以1-6, 5-7的比分不敌喬科維奇，中止了连胜纪录，由于費德勒在第三輪出局，并由此确定了8月18日為世界第一加冕日。
8月北京奧運，纳达尔先後擊敗前球王休伊特與第三種子喬科維奇辛苦晉級，17日在網球男子單打決賽中，以6-3, 7-62, 6-3直落三盤的成績，打敗智利好手岡薩雷斯，獲得個人第一面男單金牌，也是目前史上第一位贏得金牌的 Top 5 球員。
同年美網，纳达尔首次以頭號種子的身份出賽。他在前三輪比賽未失一盤，並接連擊敗兩位地主好手奎里、菲什進入四強，最後雖敗給英國希望穆雷無緣決賽，不過已經創下美網參賽以來的最佳成績。

### 室內硬地賽
9月，在馬德里舉行台維斯盃準決賽中，纳达尔幫助西班牙擊敗美國晉級決賽。
10月，馬德里大師賽，纳达尔在四強敗給西蒙，不過也使他成為第一位西班牙籍的年終球王。
二周後在巴黎大師賽，纳达尔在八強中，在打完第一盤1-6落後第二度由於膝傷而退賽，這是今年第二度敗給达维登科。接下來在網球大師盃宣佈退出，今年最後一項賽事，台維斯盃決賽也同樣退出，因為他的膝傷尚未復原。